# دايفيد سيمز
دايفيد سيمز (بالإنجليزية: David Sims)‏ هو لاعب كرة قدم أمريكية ولاعب كرة قدم كندية أمريكي، ولد في 20 أكتوبر 1986 في غينزفيل في الولايات المتحدة.

## وصلات خارجية
- دايفيد سيمز على موقع مرجع كرة القدم المحترفة.كوم (الإنجليزية)